# Orbiter
Az orbiter  vagy  keringő egység egy idegen égitest körül keringő űrszonda.

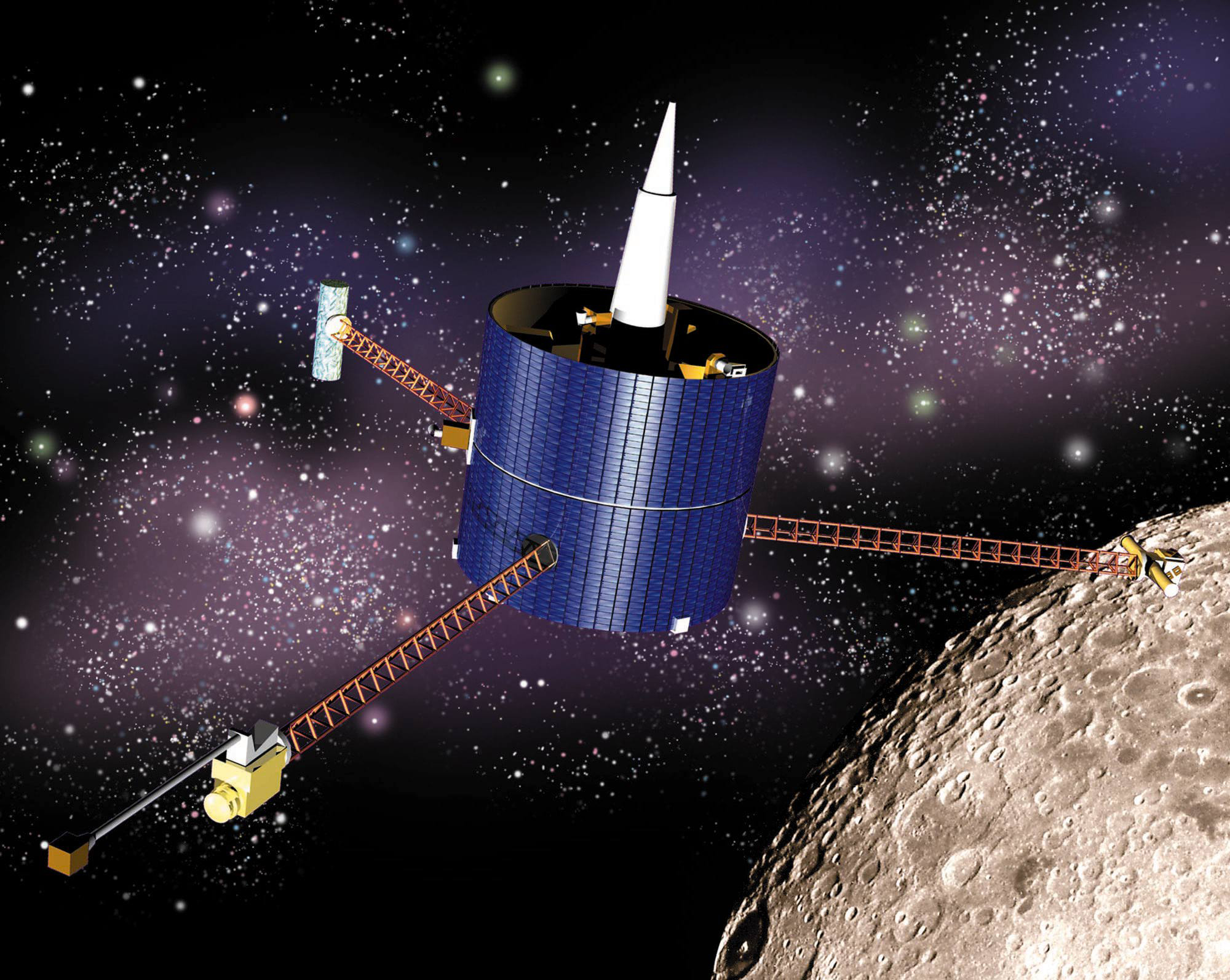
Keringő egység a Hold körül (Lunar Prospector)

## Más jelentés
- Space Shuttle Orbiter – az amerikai Space Shuttle fő eleme, az űrrepülőgép
- Orbiter – ingyenes űrrepülés szimulátor

## Néhány fontos keringő egység
(zárójelben az indító ország, az indítás dátuma és a célégitest)
- Lunar Orbiter szondák (USA, 1966-1967, Hold)
- Mariner–9 (USA, 1971. május 30., Mars)
- Luna–19 (Szovjetunió, 1971. szeptember 28., Hold)
- Pioneer Venus Orbiter (USA, 1978. május 20., Vénusz)
- Venyera–15 (Szovjetunió, 1983. június 2., Vénusz)
- Venyera–16 (Szovjetunió, 1983. június 7., Vénusz)
- Magellan (USA, 1989. május 4., Vénusz)
- Galileo (USA, 1989. október 18., Jupiter)
- Mars Global Surveyor (USA, 1996. november 6., Mars)
- Cassini (USA, 1997. október 15., Szaturnusz)
- Lunar Prospector (USA, 1998. január 6., Hold)
- Mars Odyssey (USA, 2001. április 4., Mars)
- Mars Express (Európa, 2003. június 2., Mars)
- MESSENGER (USA, 2004. augusztus 4., Merkúr)
- Mars Reconnaissance Orbiter (USA, 2005, Mars)
- Juno (USA, 2010, Jupiter)
- Neptune Orbiter (USA, 2017, Neptunusz)